# Kim Gun Mo
《Kim Gun Mo》는 1992년 10월 덕윤산업에서 LP, CD, 카세트테이프로 동시에 발매한 대한민국의 가수 김건모의 데뷔 음반이다. 프로듀서 김창환을 비롯해 박광현, 천성일, 김형석이 제공한 총 10곡을 수록했다. 편곡은 박광현, 김형석이 맡았고, 김건모도 4곡의 편곡 작업에 직접 참여했다.
LP에는 〈잠 못 드는 밤 비는 내리고〉의 스튜디오 버전과 클럽 리믹스 버전 2곡을 수록했다. 반면 CD는 〈잠 못 드는 밤 비는 내리고〉의 댄스 리믹스 버전과 〈첫인상〉 리믹스 버전, 〈너의 이유〉의 댄스 리믹스 버전을 추가한 총 13곡을 수록했다.

## 수록곡
| #            | 제목                                                                  | 작사         | 작곡         | 편곡         | 재생 시간 |
| ------------ | --------------------------------------------------------------------- | ------------ | ------------ | ------------ | --------- |
| 1.           | 〈이별 뒤에 그린 그림〉                                               | 김창환       | 박광현       | 박광현       | 4:22      |
| 2.           | 〈잠 못 드는 밤 비는 내리고 (이승철의 〈잠도 오지 않는 밤에〉 삽입)〉 | 김창환       | 김창환       | 김건모       | 4:24      |
| 3.           | 〈내가 그댈 느끼는 동안〉                                             | 천성일       | 천성일       | 김건모       | 4:03      |
| 4.           | 〈너의 이유 (REMIX)〉                                                 | 박광현       | 박광현       | 김건모       | 3:36      |
| 5.           | 〈오후가 있는 풍경〉                                                  | 김창환       | 천성일       | 김형석       | 4:11      |
| 6.           | 〈너와 이어진 슬픔〉                                                  | 김창환       | 김형석       | 김형석       | 3:35      |
| 7.           | 〈너를 위한 사랑〉                                                    | 김창환       | 박광현       | 박광현       | 4:08      |
| 8.           | 〈첫인상 (REMIX)〉                                                    | 김창환       | 김형석       | 김형석       | 3:32      |
| 9.           | 〈슬픈 추억〉                                                         | 김창환       | 김창환       | 김건모       | 4:21      |
| 10.          | 〈잠 못 드는 밤 비는 내리고 (CLUB REMIX)〉                            | 김창환       | 김창환       | 김창환       | 4:22      |
| 11.          | 〈너의 이유 (DANCE REMIX)〉                                           | 박광현       | 박광현       | 김창환       | 3:36      |
| 12.          | 〈첫인상 (RE-REMIX)〉                                                 | 김창환       | 김형석       | 김창환       | 3:32      |
| 13.          | 〈잠 못 드는 밤 비는 내리고 (DANCE RE-REMIX)〉                        | 김창환       | 김창환       | 김창환       | 4:22      |
| 총 재생 시간 | 총 재생 시간                                                          | 총 재생 시간 | 총 재생 시간 | 총 재생 시간 | 53:01     |

## CREDIT
- 프로듀서 : 김창환
- 레코딩 & 믹싱 엔지니어 : 고영환
- 레코딩 & 믹싱 스튜디오 : BAY STUDIO
- 기타 : 손진태, 신대철, 고영환
- 베이스 기타 : 김현규, 이태윤
- 드럼 : 김희연
- 피아노 & 신디사이저 : 김효국, 김형석, 김건모
- 컴퓨터 프로그래밍 : 원창준(iplayjun.com), 이두헌, 김건모
- 리믹스 : 김창환
- 코러스 : 박광현, 박미경, 박선주, 천성일, 김건모
- 색소폰 : 이정식
- 사진 & 디자인 : 이재하